# Пјано ди Вецано II (Ла Специја)
Пјано ди Вецано II је насеље у Италији у округу Ла Специја, региону Лигурија.
Према процени из 2011. у насељу је живело 80 становника. Насеље се налази на надморској висини од 14 м.